# Templo de Kamakhya

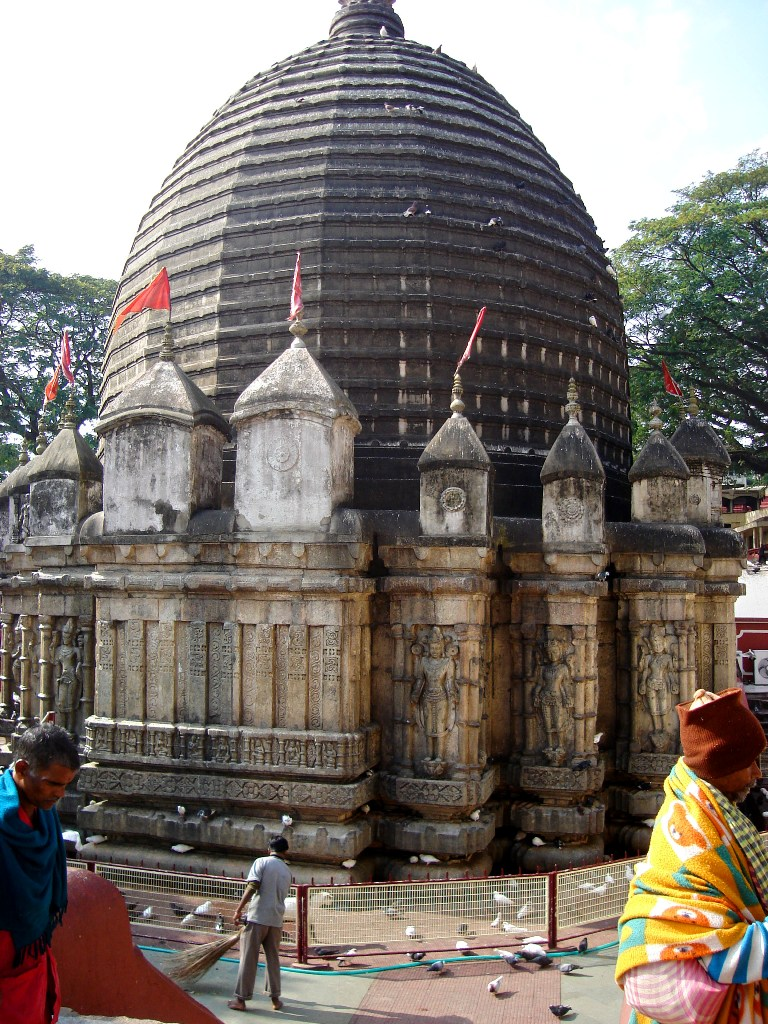
Templo de Kamakhya.

El templo de Kamakhya, dedicado a la diosa Śakti, está situado en la colina Nilachal, en la parte occidental de la ciudad de Guwahati, en el estado de Assam, en la India. Es el templo principal de un complejo de templos dedicados a las diferentes formas de la diosa madre como Majá Vidiá, incluyendo Bhuvaneshvari, Bagalamukhi, Chhinnamasta, Tripura Sundari y Tara. Es un importante lugar de peregrinación para el hinduismo y el tantrismo. 